# قلب و ارواح
قلب و ارواح (انگلیسی: Heart and Souls) فیلمی در ژانر کمدی، کمدی-درام، و فانتزی به کارگردانی ران آندروود است که در سال ۱۹۹۳ منتشر شد.

## بازیگران
- رابرت داونی جونیور
- چارلز گرودین
- الفری وودارد
- کیرا سجویک
- الیزابت شو
- تام سایزمور
- دیوید پیمر
- اریک لوید
- ریچارد پورتنو
- بی.بی. کینگ
- کرتوود اسمیت
- مارک شیمن
- لوانا آندرس
- تونی گنارو